# Oreca 05
L'Oreca 05 est une voiture de course de type LMP2, lancée en 2015 par le constructeur français Oreca, pour répondre à la nouvelle réglementation 2017, qui ne concerne que des prototypes fermés à la forme de coupé contrairement à l'Oreca 03 qui est une barquette.
L'Alpine A460 est basée sur le même châssis, et est très proche de l'Oreca 05.

## Historique
Les premiers roulages de l'Oreca 05 sont effectués en mars 2015.
La première victoire est remportée rapidement, en mai 2015 aux 4 Heures d'Imola alors qu'elle est engagée par l'écurie Thiriet by TDS Racing.

## Palmarès
- 24 Heures du Mans :
  - 9e et victoire en catégorie LMP2 aux 24 Heures du Mans 2015 avec KCMG et les pilotes Matthew Howson, Richard Bradley et Nicolas Lapierre.

- European Le Mans Series
  - Victoire à Imola en 2015 avec Thiriet by TDS Racing et les pilotes Pierre Thiriet, Ludovic Badey et Tristan Gommendy

## Écuries
Les écuries utilisatrices de la voiture sont :
- en WEC :
  - KCMG
  - G-Drive Racing
  - Manor Motorsport
  - Signature Racing (Alpine A460)
- Thiriet by TDS Racing en European Le Mans Series